# Mahr
Mahr (em árabe: مهر; também transliterado mehr, Meher, ou mahrieh) é na religião islâmica o valor a ser pago pelo noivo à noiva, no momento do casamento (Nikah) e nada mais é que um presente em dinheiro, que ela pode gastar como ela deseja.
Frequentemente diz-se que o Mahr é um valor a ser pago pelo homem para sua esposa antes do casamento, para que ela esteja garantida no caso dele acabar. No entanto, este é um equívoco. De acordo com os ensinamentos islâmicos no Alcorão e do Hadith (ditos do profeta Maomé), Mahr é o valor a ser pago pelo noivo para a noiva na hora do casamento (Nikah). É obrigatório que o noivo a pague, no momento da Nikah, pois é uma condição necessária para o Casamento (Nikah), sem a qual Nikah está incompleto. Também deve ser um montante significativo, e não uma quantia pequena, mas proporcional à condição financeira do noivo, muitas vezes igual ao salário de um mês ou mais, ou de vários gramas de ouro ou prata. Pode ser dinheiro ou outro dom, como uma casa ou outra propriedade.
É um direito da noiva muçulmana e o começo de sua emancipação financeira, que lhe dá uma sensação de segurança e respeito. Por outro lado, a noiva ou os seus pais não têm obrigação de dar um dote, Hunda, ou qualquer doação em dinheiro ou em espécie. O Islã faz o marido responsável pelas obrigações financeiras de uma família. Não existe o conceito do dote no Islã, embora o termo "dote" seja por vezes utilizado para traduzir Mahr, mas tal ideia pode ser enganosa, sendo que "presente da noiva" expressa a ideia de forma mais precisa. 
Também se leva em conta o status social da noiva.
Estudiosos islâmicos consideram como uma forma de enfatizar a importância do contrato de casamento e uma forma de preparar o marido para cumprir suas responsabilidades conjugais. Também pode ser uma forma de proteção contra o divórcio arbitrário.